# Бонифатије Милостиви
Свети Бонифатије Милостиви је хришћански светитељ. Био је епископ ферентијски.
Рођен је у Тускији, у Италији. Од детињства је био веома милостив. Често је сиромасима давао делове своје одеће, због чега га је мајка грдила. Једном је сву пшеницу из куће поклонио сиромашнима, а када је мајка то видела почела је да плаче, пошто су и сами били сиромашни. У хришћанској традицији се спомиње да је он тада почео да се моли Богу и да се житница поново напунила пшеницом. После тог догађаја мајка му више није бранила да дели милостињу.
Када је одрастао постао је епископ у граду Ферентину. Према хришћанској традицији за време његовог епископовања правио је многа чуда. Скончао мирно у Италији у 6. веку.
Српска православна црква слави га 19. децембра по црквеном, а 1. јануара по грегоријанском календару.